# ريما خشيش
ريما خشيش (1974 -) مغنية لبنانية تمتاز بأسلوبها الذي يمزج بين الأغاني العربية القديمة وموسيقى الجاز. أصدرت البومات «قطار الشرق»، «يالللّي»، «فلك»، «من سحر عيونك»، «هوى»

## حياتها
ولدت في الخيام في جنوب لبنان. والدها كامل خشيش عازف قانون. بدأت الغناء في طفولتها وفي التاسعة من عمرها كانت عضو في فرقة بيروت للتراث بقيادة المايسترو سليم سحاب حيث قدمت الموشحات وأصعب القصائد والادوار. ابدعت ريما خشيش الطفلة في ادائها الموشحات والأدوار الصعبة كموشّح «أنت الدلال» لكامل الخلعي وموشّح «ملا الكاسات» لمحمد عثمان ودور «ايمتى الهوى» لزكريا أحمد وغيرهم.
درست الموسيقى العربية الكلاسيكية في المعهد الوطني العالي للموسيقى - الكونسرفتوار في بيروت وفنون التواصل في الجامعة اللبنانية الأميريكية في بيروت.
كانت جزءا من فرقة هولندية-عراقية-لبنانية باسم قطار الشرق أصدرت معهم ألبوماً بعنوان «قطار الشرق» عام 2002. عام 2006 غنّت ثلاث أغنيات في ألبوم توفيق فروخ «توتيا» وصدر لها في نفس العام أول ألبوم منفرد بعنوان «يالللي» وقد شارك فنانون معروفون ريما في هذه الأسطوانة، مثل زياد الرحباني على البيانو والفنان الهولندي طوني اوفرووتر على البايس، علماً أنها تضمنت مؤلفات خاصة بها، وموشحات قديمة تمّ توزيعها بطريقة عصرية، ثم أصدرت عام 2009 ألبوم «فلك». قدّمت سنة 2011 حفلة موسيقية في مهرجان دبي السينمائي الدولي وهي تحية للمطربة صباح ولأعمالها السينمائية. تمّ تسجيل العمل في بيروت ضمن حفلة غنائية ضمن فعاليات مهرجان ربيع بيروت وكان البوم من «سحر عيونك» عام 2012. سنة 2013 اصدرت البوم «هوى» وهو يحتوي على موشحات قديمة تم توزيعها بشكل حديث. نال «هوى» جائزة الإبداع العربي من مؤسسة الفكر العربي لسنة 2014.

## ألبوماتها
- قطار الشرق (مع فرقة قطار الشرق) (2002)
- يالللّي (2006)
- فلك (2009)
- من سحر عيونك (2012)
- هوى (2013)
- وشوشني (2016)

## وصلات خارجية
- الموقع الرسمي